# 洛伊斯巴赫河
49°36′27″N 12°25′30″E / 49.60744°N 12.42492°E

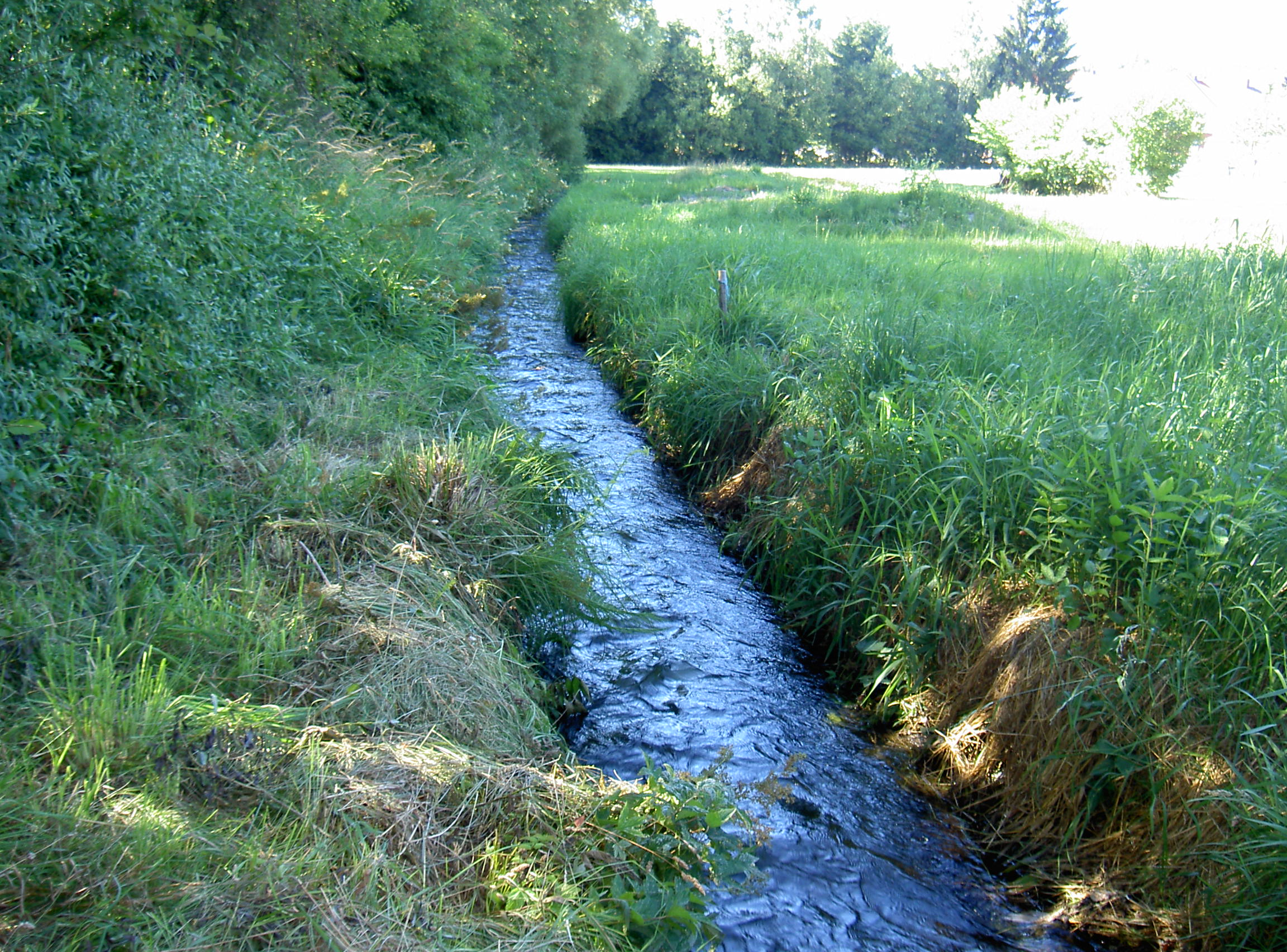

洛伊斯巴赫河是德國的河流，位於該國東南部，由巴伐利亞負責管轄，屬於普夫賴姆德河的左支流，河道全長15.2公里，流域面積45.1平方公里。